# Vladimir Muravyov
Vladimir Pavlovich Muravyov (Karaganda, 30 de setembro de 1959) é um ex-velocista soviético, bicampeão olímpico no revezamento 4x100 metros.
Nascido no Casaquistão, então república soviética, foi três vezes campeão soviético dos 100 m rasos e duas vezes campeão indoor. Foi campeão olímpico pela primeira vez em Moscou 1980, integrando o revezamento aos 21 anos. No Mundial de Helsinque 1983, ficou com o bronze na mesma prova. Ausente de Los Angeles 1984 devido ao boicote soviético a estes Jogos, conquistou a prata no torneio global seguinte, o Campeonato Mundial de Atletismo de 1987, em Roma. Em Seul 1988, foi novamente campeão olímpico junto com os compatriotas Vitaly Savin, Vladimir Krylov e Viktor Bryzhin.